# Języki brytańskie
Języki brytańskie – jedna z dwóch grup języków celtyckich w obrębie języków indoeuropejskich (druga grupa to języki goidelskie).  Językami brytańskimi posługuje się obecnie ponad 900 000 osób. Najwyższą liczbę stanowią użytkownicy walijskiego – ponad 600 000. Co więcej, zgodnie z danymi pochodzącymi z brytyjskiego spisu powszechnego z 2011 roku, 19% mieszkańców Walii posługuje się językiem walijskim. Odmiana bretońska jest używana przez 172 000 osób we Francji, ale nie ma tam statusu urzędowego. Natomiast odmiana walijska jest używana przez niewielką grupę osób w Patagonii w Argentynie (za sprawą walijskich kolonistów z XIX wieku).

## Klasyfikacja
Grupa ta pochodzi od powszechnego języka brytańskiego i jest reprezentowana przez języki:
- zachodnie języki brytańskie:
  - kumbryjski †
  - walijski (610 tys.)
- południowo-zachodnie języki brytańskie:
  - kornijski (3,5 tys.)
  - bretoński (300 tys.)

## Nazwa
Nazwa języka została wprowadzona przez walijskiego badacza kultury celtyckiej Johna Rhysa i pochodzi od walijskiego słowa Brythonic  co oznacza rdzennych brytańczyków (w odróżnieniu do Anglo-Saksonów czy Celtów). Z kolei słowo Brythonic pochodzi od Prettanike, nazwy Wysp Brytyjskich zanotowanej przez pisarzy greckich.

## Pochodzenie
Zachowało się niewiele informacji na temat tej grupy języków. Wiadomo, że był używany na południu Wielkiej Brytanii na przełomie czwartego i piątego wieku, w czasie ekspansji Imperium Rzymskiego. Język zawierał wiele zapożyczeń z łaciny jak również elementy gramatyki tego języka, które były używane nawet w administracji. Bezpośredni wpływ na tę sytuację miały legiony rzymskie stacjonujące w tej części wyspy do roku 410.  W wyniku ekspansji kultury anglosaskiej na wyspie (V wiek), ludność posługująca się tym językiem została przesiedlona na zachodnie części wyspy (Walia, Kornwalia) i wyemigrowała do Bretanii (północno-zachodnia Francja). Z powodu przewagi liczebnej nowych osadników język brytański zaczął wychodzić z użycia a rdzenna ludność przejęła ich język. Miało to miejsce zaraz po wyodrębnieniu się z tego języka odmiany kornijskiej i bretońskiej, około X-XI wieku. 

## Dowody istnienia języków brytańskich
Wiedza na temat języków brytańskich pochodzi głównie z monet wybitych w okresie używania tych języków, oryginalnych inskrypcji pisarzy oraz nazw miejsc, imion i nazwisk zachowanych przez pisarzy z tego okresu.
Nazwy pochodzące z języków brytańskich to m.in.: London, Penicuik, Perth, Aberdeen, York, Dorchester, Dover oraz Colchester. Elementy języków brytańskich są również widoczne w przedrostkach bre- i bal- w nazwach wzgórz. Combe jako określenie wąskich, głębokich dolin i tor jako określenie wysokiego, skalistego wzgórza to przykłady zapożyczeń z języków brytańskich.

## Charakterystyka języków brytańskich
Gałąź języków brytańskich charakteryzuje się odmianą praindoeuropejskiego fonemu [kw] na p (w odróżnieniu od c w
językach goidelskich). Inne cechy charakterystyczne to:
- traktowanie końcówek –m, -n jako –am, -an.
- zamiana spółgłoski s- znajdującej się na początku wyrazu przed samogłoską na h-
  - walijski: hen „stary”, hir „długi”, hafal „podobny”
  - bretoński: hen „stary/antyczny”, hir „długi”, hañval „podobny”
  - kornijski: hen „stary/antyczny”, hir „długi”, haval „podobny”
  - irlandzki: sean „stary”, síor „długi”, samhail „podobieństwo”

- języki brytańskie stosują oryginalne głoski nosowe przed –t, podczas gdy języki goidelskie zamieniły –nt na d
  - bretańskie kant „sto” a irlandzkie céad
- sp, sr, sv/sw staje się f, fr, chw
  - *swero „zabawka, gra” to po walijsku chwarae i po bretońsku c'hoari (ale po kornwalijsku gwari)
  - *srokna „nozdrze” to po walijsku ffroen, kornwalijsku frig i bretońsku froen,

a po irlandzku srón
- s na początku wyrazu przed spółgłoskami zanikło
  - smeru stało się po walijsku mêr „szpik kostny”, po irlandzku sméar
  - slemon stało się po walijsku llyfn, kornwalsku leven i bretońsku levn „gładko”, a po irlandzku sleamhain „gładko”
- w (czyli u w tekstach łacińskich i ou w greckich) zamienia się w gw na początku wyrazu, a w w środku wyrazu, podczas gdy w celtyckich staje się f na początku wyrazu i zanika jeżeli występuje w środku
  - windos „biały” to po walijsku gwyn, kornwalsku gwynn, bretońsku gwenn, irlandzku fionn „sprawiedliwy”
  - wassos „służący, młody człowiek” to po walijsku, kornwalsku i bretońsku gwas
- spółgłoski zwarte stają się spółgłoskami szczelinowymi: pp, cc staje się f, ch (c’h), th (z) przed samogłoską a lub spółgłoskami płynnymi
  - cippus > bretońskie kef, kornwalskie kyf, walijskie cyff „pień drzewa”
  - cattos > bretońskie kaz, kornwalijskie kath, walijskie cath „kot”, a irlandzkie cat
  - bucca > bretońskie boc'h, kornwalijskie bogh, walijskie boch, „policzek”

- pojedyncze spółgłoski zwarte bezdźwięczne i dźwięczne b, d i m w pozycji międzysamogłoskowej stają się miękkimi spółgłoskami płynnymi
  - walijskie dd [ð], th[θ], f [v]
  - kornwalijskie dh [ð], th [θ], v [v]
  - bretońskie z, zh, v